# Kimmei
Keizer Kimmei (欽明天皇, Kinmei-tennō, 509 - 571) was de 29e keizer van Japan volgens de traditionele opvolgvolgorde. Tevens is hij de eerste keizer waarvan wel historische bewijzen zijn gevonden omtrent zijn regeerperiode. Deze liep van 539 tot 571.
Eigenlijk zou Kimmei, voor hij keizer werd, de titel van tennō moeten hebben gehad, maar historici zijn van mening dat deze titel pas werd geïntroduceerd tijdens de regeerperiodes van keizer Tenmu en keizerin Jitō. Zijn titel was daarom waarschijnlijk Sumeramikoto of Amenoshita Shiroshimesu Ōkimi (治天下大王).

## Familie
Kimmei was de zoon van keizer Keitai en Tashiraka, de dochter van keizer Ninken. Hij was de broer van keizers Ankan en Senka. Kimmei is de naam die hij kreeg toen hij keizer werd. Daarvoor was zijn naam Amekuni Oshiharaki Hironiwa (天国排開広庭).
Kimmei had zes keizerinnen en 25 kinderen (16 zonen en 9 dochter).

## Gebeurtenissen tijdens Kimmei’s regeerperiode
Vanwege enkele chronologische tegenstrijdigheden omtrent keizer Kimmei en keizer Ankan en Senka in de Nihon Shoki, wordt vaak gedacht dat Kimmei al keizer werd tijdens de regeerperiode van Ankan. Zijn hof zou een rivaliserend hof zijn geweest. Volgens de traditionele geschiedenis zou Kimmei wel na Senka’s dood keizer zijn geworden.
Senka overleed in 539 op de leeftijd van 73 en Kimmei werd de keizer. Kimmei vestigde zijn hof in het Shikishima no Kanazashi-paleis (磯城嶋金刺宮) in Yamato.
Kimmei’s voornaamste raadsheren waren:
- Ōomi (Grote keizerlijke hoofdman): Soga no Iname no Sukune, ook bekend als Soga no Iname.[3]
- Ōmuraji (Grote goddelijke hoofdman): Monotobe Okoshi no Muraji, ook bekend als Mononobe no Okoshi.[3]
- Ōmuraji (Grote goddelijke hoofdman): Ōtomo Kanamura Maro, ook bekend als Nakatomi no Kanamura.[3]

Hoewel het keizerlijk hof zich pas in 592 in Asuka vestigde, wordt Kimmei’s regeerperiode gezien als het begin van de Asukaperiode van de Japanse geschiedenis.
Volgens de Nihon Shoki kreeg keizer Kimmei in 552 van de koning van Paekche een bronzen standbeeld van Gautama Boeddha, samen met een groep monniken en kunstvoorwerpen. Dit wordt vaak gezien als de officiële introductie van het Boeddhisme in Japan. Dit veroorzaakte echter een breuk tussen de Monobe (die de klassieke Japanse Kami vereerden) en de Soga, die het Boeddhisme steunde.
Volgens de Nihon Shoki regeerde Kimmei tot aan zijn dood in 571. Hij werd begraven in de Hinokuma no Sakai begraafplaats (桧隈坂合陵), hoewel er ook een theorie is dat hij begraven zou zijn in de Misemaruyama Tumulus (見瀬丸山古墳).
* Regent Jingu staat niet op de traditionele lijst.